# Lea Porsager
Lea Porsager (født 16. februar 1981) er en dansk billedkunstner uddannet på Det Kongelige Danske Kunstakademi i årene 2004-2010. I 2008/2009 studerede hun på Städelschule i Frankfurt am Main..
Lea Porsager modtog i 2014 Carl Nielsen og Anne Marie Carl-Nielsens Legat. I 2014 modtog hun Statens Kunstfond treårige arbejdslegat.
Lea Porsager deltog på Documenta(13)i Kassel i 2012 med værket Anatta Experiment. Hun har endvidere udstillet på Kunstverien Göttingen, Overgaden i København, Heine Onstad Kunstsenter i Oslo, Künstlerhaus Bethanien i Berlin, The Emily Harvey Foundation, New York og på Fotografisk Center i København.
Hun er fra 2015 medlem af kunstnersammenslutningen Den Frie.